# Собор Сходження Святого Духа (Мінськ)
53°54′18″ пн. ш. 27°33′22″ сх. д. / 53.905° пн. ш. 27.556111111111° сх. д.
Кафедральний собор Сходження Святого Духа (біл. Кафедральны сабор Сашэсця Святога Духа) — катедральний собор білоруського екзархату Російської православної церкви.

## Історія

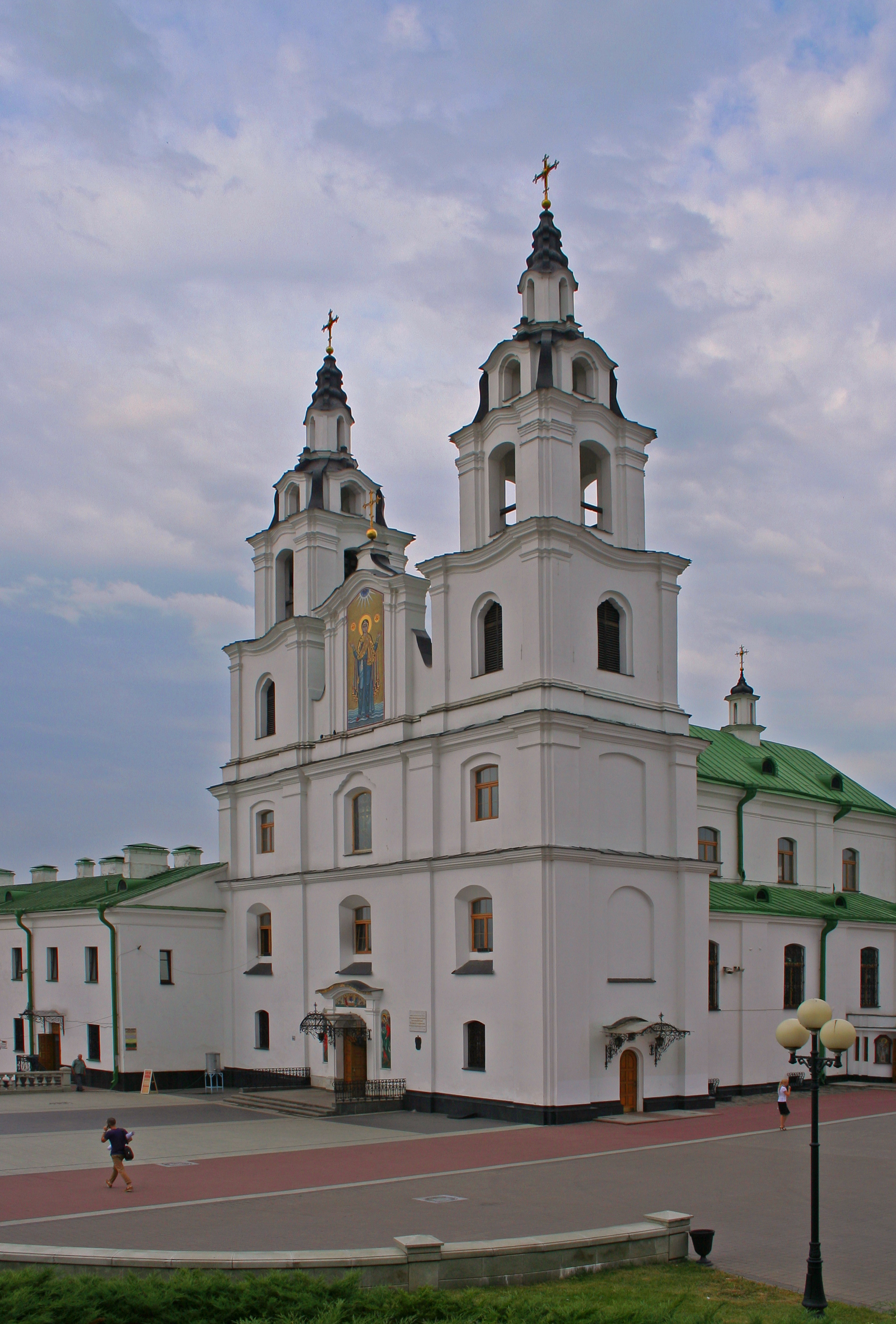

### Костел

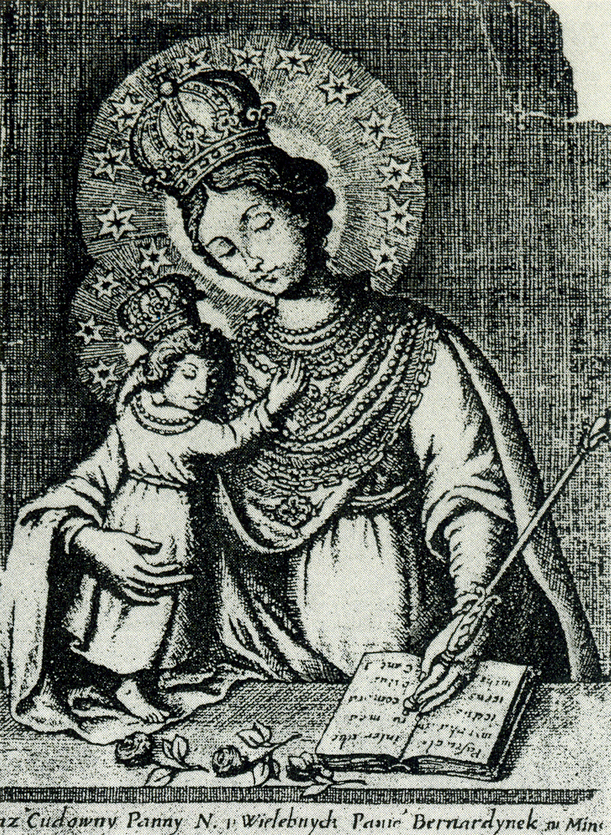
Ікона Божої Матері в храмі XVII століття, гравюра Леонтія Тарасевича

Сучасний собор Сходження Святого Духа було зведено у 1633—1642 роках Бернардинською католицькою громадою. Храм був названий на честь Благовіщення пресвятої діви Марії. При храмі діяв жіночий монастир бернардинок. Комплекс складався з кам'яної будівлі костелу і 2-поверхового монастирського житлового корпусу, 3-поверхового флігеля і дерев'яних господарських будівель.
Костел славився чудотворною іконою Божої матері, яку після захоплення Мінська росіянами було евакуйовано в Жемайтію. Ікона не збереглася до нашого часу, проте збереглася гравюра, виконана з цієї ікони Леонтієм Тарасевичем
Монастир зазнавав руйнівних пожеж у 1741, а потім у 1835 роках, але кожного разу реставрувався. Станом на 1842 рік в мінському монастирі бернардинок жили 20 черниць, новіциятка, кандидат і дві терциярки. У ньому виховувалися також близько 20 дівчат, більшість з яких втратила батьків.

### За російського панування

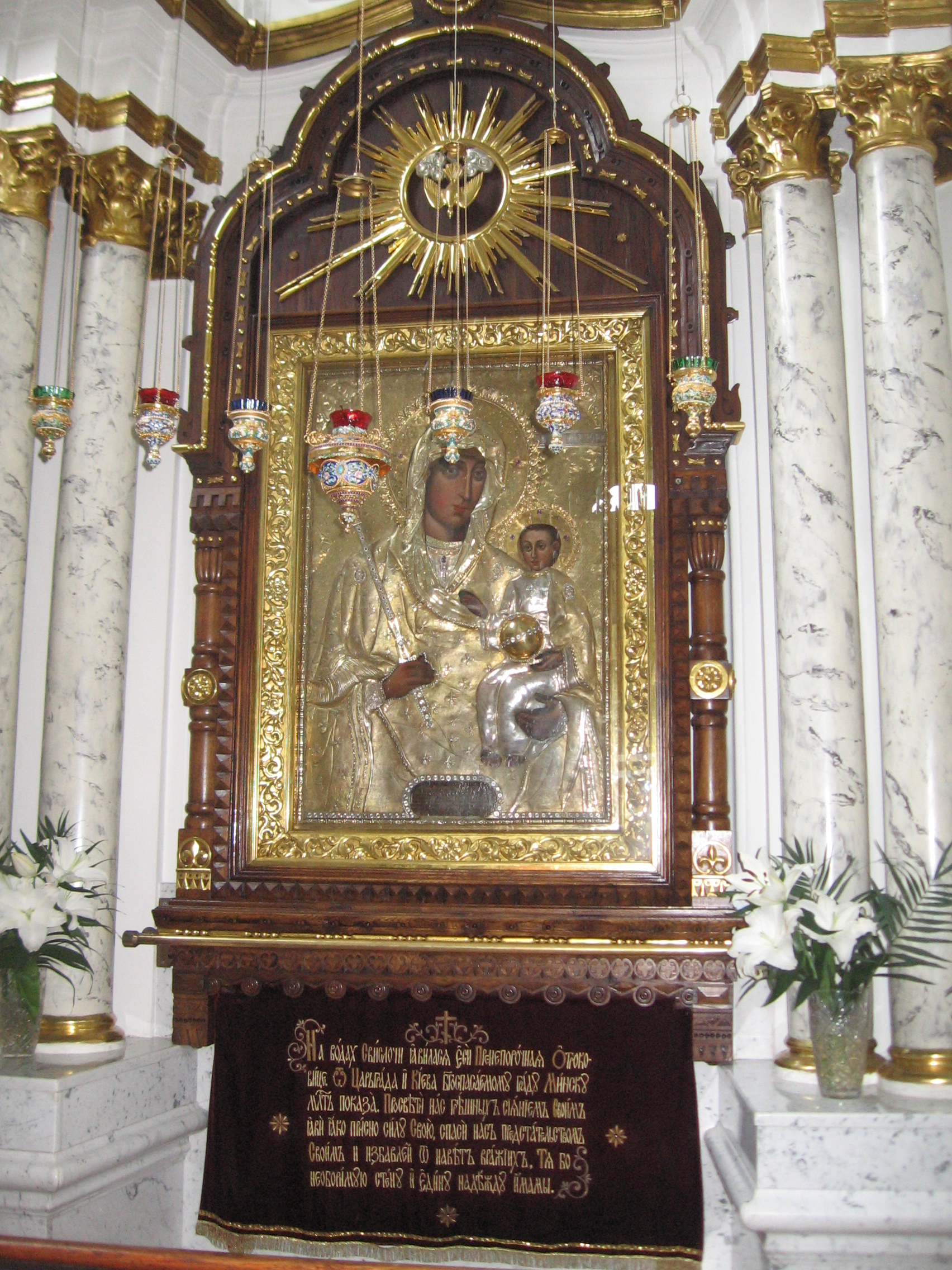
Ікона Божої Матері у соборі

У 1852 році монастир було закрито російською владою, а черниць вислано до Несвіжу. Будівлею натомість заволоділи православні громади і з 1860 року будівля функціонувала як православний храм. 1869 року храм було відремонтовано, поставлено новий іконостас, а з 1870 року при храмі відкрито монастир, тепер чоловічий, до якого переїхали ченці зі Слуцького Свято-троїцького монастиря. Монастир було названо Свято-Духівським.
1922 року монастир був закритий радянською владою і не діяв до приходу у 1941 року на білоруські землі німців. З поверненням Мінська до СРСР із закриттям головного храму міста − Петропавлівського собору, Свято-Духівський собор став кафедральним храмом Мінської єпархії.
Святинею сучасного храму вважаються мощі святої благовірної Софії Слуцької, онучки Анастасії Слуцької.